# Пијук
Пијук или крамп је врста ручног оруђа са са чврстом главом постављеном управно у односу на дршку.
Глава је обично направљена од метала, док је дршка обично од дрвета, фибергласа или метала. Глава је клин који је на врху зашиљен и благо закривљен, а често на другом крају тог клина има терет који служи да би се лакше баратало њиме. Што је јачи клин, боље ће алат пробити површину. Ударањем клином о површину, доводи до ломљења тј. копања.
Данас се за терет на другом крају ставља други клин, који је на врху спљоштен и користи се као полуга.
Зашиљени крај се најчешће користи за разбијање камених површина и других чврстих површина, као што су бетон или чврста сува земља. Велики импулс тешког пијука на малој површини контакта је нарочито ефикасан за ову сврху. Пљоснати крај се често користи ради сечења корења.
Мандрил (за врсту мајмуна видети Мандрил) је рударски мали пијук који се користи у скученом простору.
Првобитно је био земљораднички алат чији се корени могу видети још у праисторијским културама, пијуци су се такође користили и у традиционалном рударству и ратовању. Дизајн је такође еволуирао у мотику и плуг. У праисторији, рогови јелена одговарајућих врста (нпр. црвени јелен) су се често секли до краја и користили су се као једнострани пијук. У средњем веку се пијук користио у ратовању.